# Bahnstrecke Mogilno–Barcin
| Bahnhof Mogilno |                      |                                  |                                  |
| Streckenlänge: | 23,9 km              |                                  |                                  |
| Spurweite: | 1435 mm (Normalspur) |                                  |                                  |
| |                      |                                  |                                  |
| \| \| \| von Orchowo (Orchheim) \| \| \| \| \| von Poznań (Posen) \| \| \| \| 0 \| Mogilno (Mogilno) \| Mogilno (Mogilno) \| \| \| \| nach Inowrocław (Hohensalza) \| \| \| \| \| nach Toruń (Thorn) \| \| \| \| 5,541 \| Wszedzień (Schetzingen) \| Wszedzień (Schetzingen) \| \| \| 8,440 \| Sucharzewo (Trockau) \| Sucharzewo (Trockau) \| \| \| 11,039 \| Parlin Dąbrowa (Kaisersfelde) \| Parlin Dąbrowa (Kaisersfelde) \| \| \| 14,351 \| Mokre (Dreilinden) \| Mokre (Dreilinden) \| \| \| 17,770 \| Białobłoty (Stefanswalde) \| Białobłoty (Stefanswalde) \| \| \| \| von Inowrocław (Hohensalza) \| \| \| \| 23,913 \| Barcin (Bartschin) \| Barcin (Bartschin) \| \| \| \| nach Drawski Młyn (Dratzigmühle) \| \| |                      |                                  |                                  |
| Strecke (außer Betrieb) |                      | von Orchowo (Orchheim)           | von Orchowo (Orchheim)           |
| Abzweig ehemals geradeaus und von links |                      | von Poznań (Posen)               | von Poznań (Posen)               |
| Bahnhof | 0                    | Mogilno (Mogilno)                | Mogilno (Mogilno)                |
| Abzweig geradeaus und ehemals nach rechts |                      | nach Inowrocław (Hohensalza)     | nach Inowrocław (Hohensalza)     |
| Abzweig ehemals geradeaus und nach rechts |                      | nach Toruń (Thorn)               | nach Toruń (Thorn)               |
| Bahnhof (Strecke außer Betrieb) | 5,541                | Wszedzień (Schetzingen)          | Wszedzień (Schetzingen)          |
| Haltepunkt / Haltestelle (Strecke außer Betrieb) | 8,440                | Sucharzewo (Trockau)             | Sucharzewo (Trockau)             |
| Bahnhof (Strecke außer Betrieb) | 11,039               | Parlin Dąbrowa (Kaisersfelde)    | Parlin Dąbrowa (Kaisersfelde)    |
| Bahnhof (Strecke außer Betrieb) | 14,351               | Mokre (Dreilinden)               | Mokre (Dreilinden)               |
| Bahnhof (Strecke außer Betrieb) | 17,770               | Białobłoty (Stefanswalde)        | Białobłoty (Stefanswalde)        |
| Abzweig geradeaus und von rechts (Strecke außer Betrieb) |                      | von Inowrocław (Hohensalza)      | von Inowrocław (Hohensalza)      |
| Bahnhof (Strecke außer Betrieb) | 23,913               | Barcin (Bartschin)               | Barcin (Bartschin)               |
| Strecke (außer Betrieb) |                      | nach Drawski Młyn (Dratzigmühle) | nach Drawski Młyn (Dratzigmühle) |

Die Bahnstrecke Mogilno–Barcin (Mogilno–Bartschin) ist eine ehemalige Eisenbahnstrecke in der polnischen Woiwodschaft Kujawien-Pommern.
Die Nebenbahn wurde im Oktober 1912 von den Preußischen Staatseisenbahnen eröffnet. 1914 verkehrten vier Züge pro Tag und Richtung.
Nach dem Ersten Weltkrieg kam die Strecke zu Polen. 1987 wurde sie außer Betrieb genommen.

## Weblink
- Beschreibung auf bazakolejowa.pl (polnisch)

## Einzelnachweis
1. ↑  Kursbuch Mai 1914